# 嶋田なのか
嶋田 なのか（しまだ なのか、7月7日 - ）は、日本の漫画家。『ちゃおDX』（小学館）で執筆中。
2007年、「なついろ☆真剣ロマンス」でデビュー。

## 作品リスト
- なついろ☆真剣ロマンス（2007年ちゃおDX夏の超大増刊号）
- 心友×アンバランス（2008年ちゃおDX春待ち超大増刊号）
- みらくる☆アンラッキー（2009年ちゃおDX春待ち超大増刊号）
- 初恋卒業式（2009年ちゃおDX春の超大増刊号）